# Cosford (Warwickshire)
Pour les articles homonymes, voir Cosford.
Cosford est un hameau et une paroisse civile du Warwickshire, en Angleterre.
Il est situé à 4 kilomètres au nord de Rugby, juste à l'ouest de la rivière Swift, un affluent de la rivière Avon, et légèrement au sud de l'autoroute M6,. C'est une paroisse civile depuis 1866. Elle faisait autrefois partie de la paroisse de Newbold-on-Avon. Lors du recensement de 2021, la paroisse comptait 24 habitants.
Cosford est un village médiéval déserté et les travaux de fouilles sont encore visibles au droit des anciens bâtiments, classés monuments historiques depuis 1970. Le village n'a pas été mentionné spécifiquement dans le Domesday Book. On pense qu'une chapelle existait dans le village, mais son emplacement exact n'est pas connu. Le hameau encore existant de Cosford se compose d'une seule rue avec quelques maisons et fermes autour de Cosford Hall Farm.

## Galerie

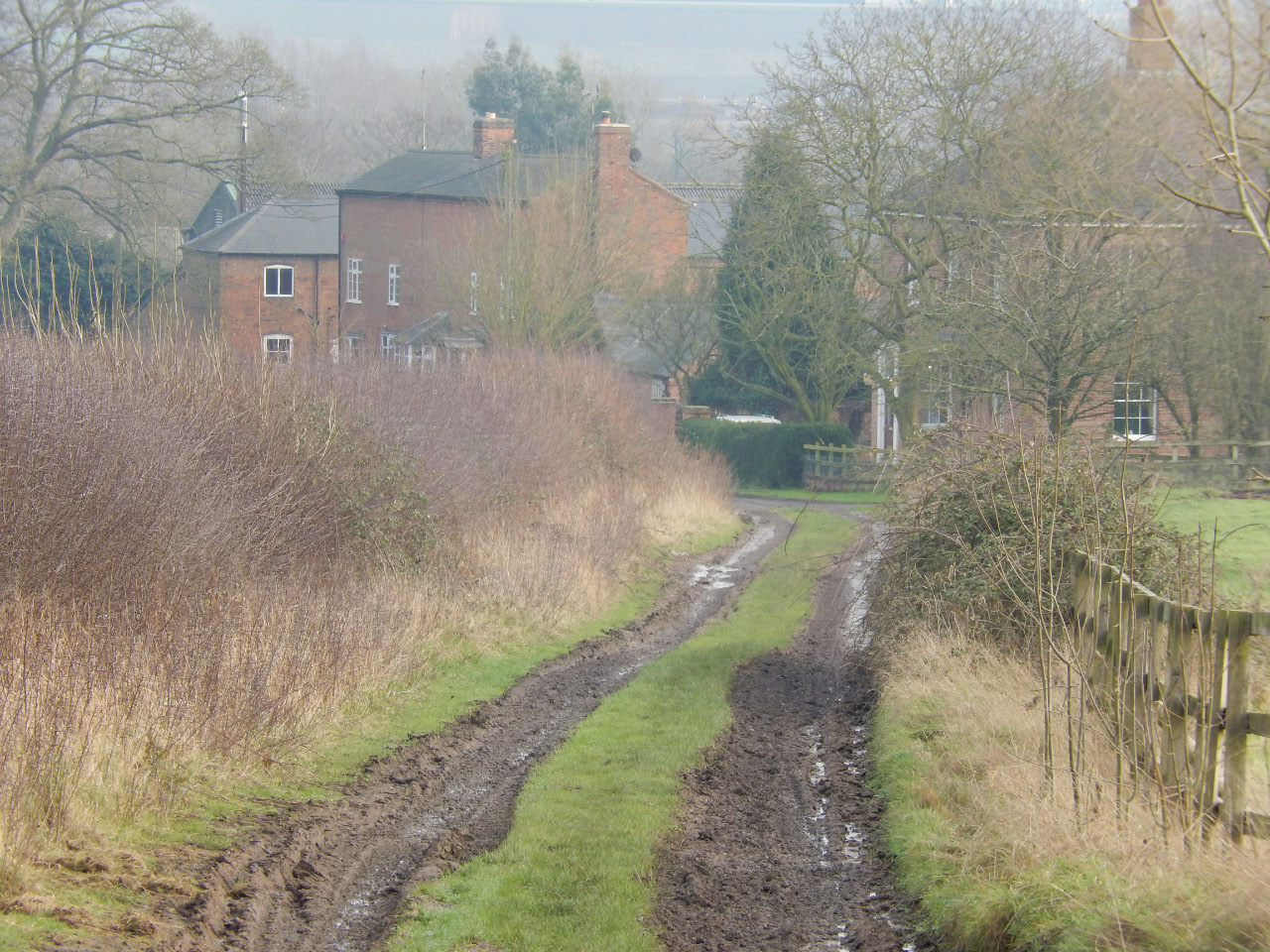
Chemin vers Crosford.
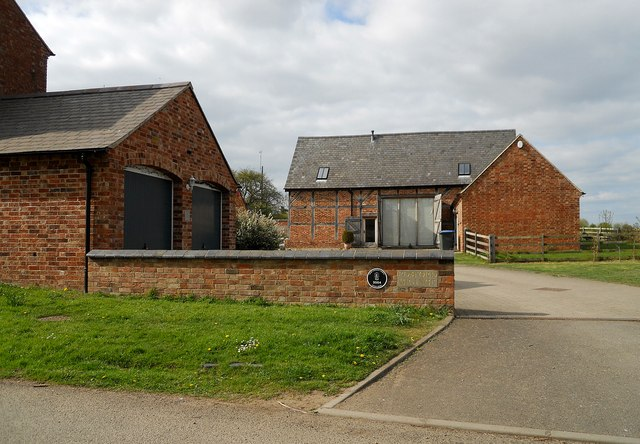
Grange à Crosford.
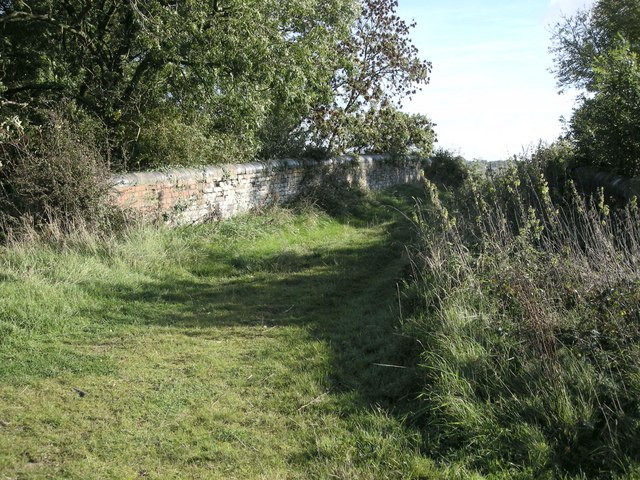
Chemin à Cosford.